# Seizan Yanagida
Yanagida Seizan (japonais 柳田 聖山, Yanagida Seizan; 19 décembre 1922 - 8 novembre 2006) est un des plus importants spécialistes japonais du bouddhisme du XXe siècle. Il fait autorité dans l'étude du zen chinois (chán).
En 1942, il est diplômé de l'école rinzai (l'actuelle école Hanazono). Par la suite, il pratique le bouddhisme zen au Eigen-ji, temple principal de la branche Eigen-ji du rinzai. En 1948, il est diplômé de l'université Ōtani à Kyoto et tient ses premières conférences à l'université de Kyoto. En 1949, il devient assistant, puis maître de conférences l'année suivant, professeur adjoint en 1954 et professeur en 1960 à l'institut d'études bouddhiques de l'université Hanazono (en) à Kyoto. Il y est nommé directeur de l'institut de littérature en 1968. En 1976, il est nommé professeur à l'Université de Kyoto.
- Notices d'autorité :   - VIAF
  - ISNI
  - IdRef
  - LCCN
  - GND
  - Japon
  - Pays-Bas
  - Israël
  - NUKAT
  - Lettonie
  - Corée du Sud
  - WorldCat

## Source de la traduction
- (de) Cet article est partiellement ou en totalité issu de l’article de Wikipédia en allemand intitulé « Yanagida Seizan » (voir la liste des auteurs).